# لیک سیکوت (ایندیانا)
لیک سیکوت (به انگلیسی: Lake Cicott) یک منطقهٔ مسکونی در ایالات متحده آمریکا است که در شهرستان کاس، ایندیانا واقع شده‌است. لیک سیکوت ۲۱۴٫۸۹ متر بالاتر از سطح دریا واقع شده‌است.